# Brauerei-Museum Dortmund

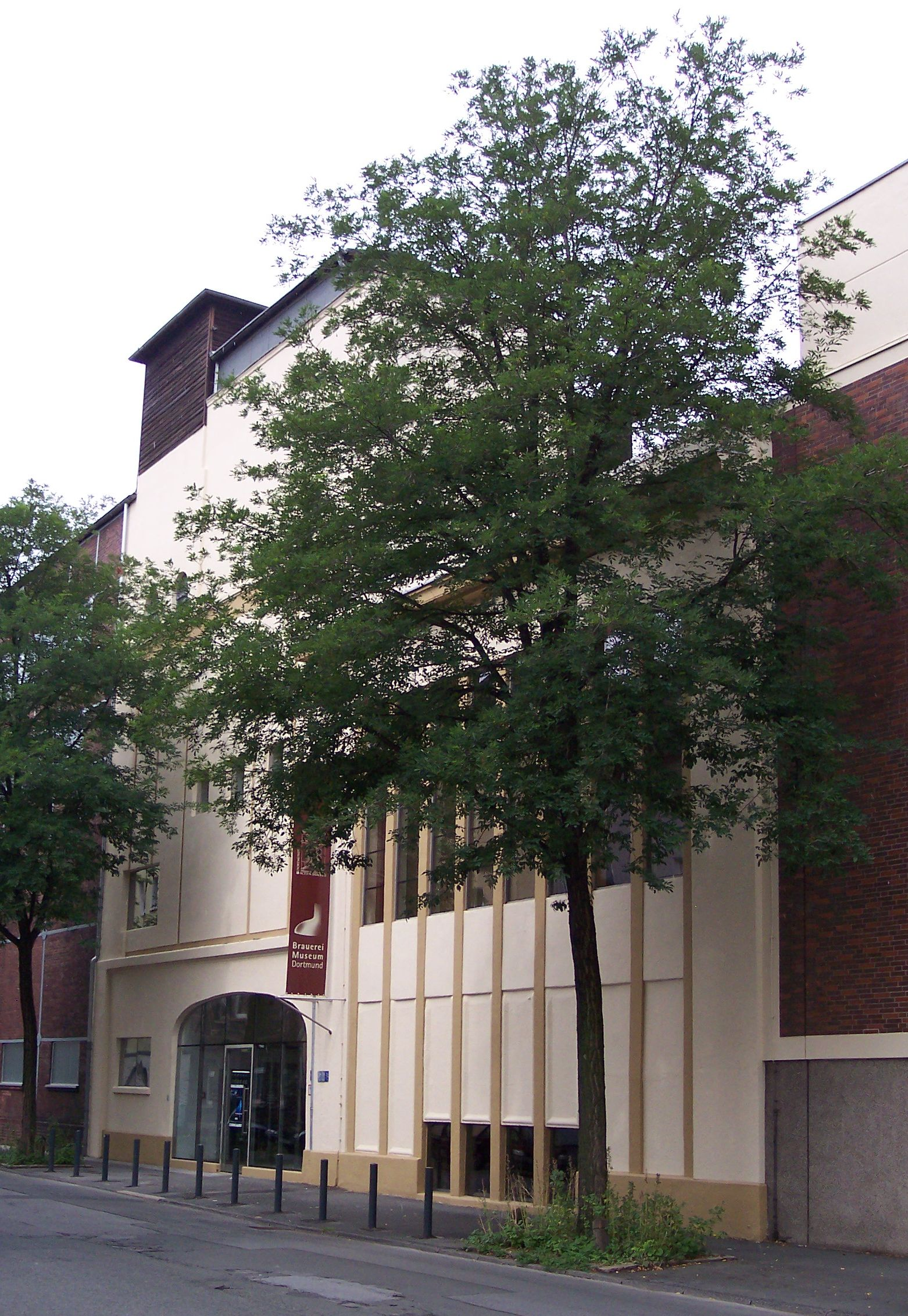
Eingangsbereich des Brauerei-Museums Dortmund

Gegründet 1981, wurde das Brauerei-Museum Dortmund am 12. November des folgenden Jahres auf dem Gelände der Privatbrauerei Dortmunder Kronen eröffnet. Das Museum entsprang der Initiative von Heiner Brand, Eigentümer der Privatbrauerei Dortmunder Kronen.

## Das Museum von 1982 bis 2000
Das Museum war als Lehrmuseum der Bierbrauerei konzipiert und präsentierte seine Exponate auf einer Ausstellungsfläche von 1600 m². Es war eingerichtet im ehemaligen Schalander-Gebäude sowie einem Lagerkeller der Kronen-Brauerei. Die Brauerei übernahm die Betriebskosten, während die Stadt Dortmund, unterstützt durch den Landschaftsverband Westfalen-Lippe, für die finanziellen Mittel zum Aufbau der Ausstellung sorgte und die wissenschaftliche Betreuung übernahm.
Nach dem Kauf der Kronen-Brauerei durch die Dortmunder Actien-Brauerei im Jahre 1996 geriet das Museum bald in eine isolierte Insellage. Die zuvor beträchtlichen Besucherzahlen gingen infolge der Schließung der Brauerei und der umfangreichen Baumaßnahmen auf dem umgebenden Gelände drastisch zurück. Im Jahr 2000 musste das Museum, dessen Bestände bereits in das Eigentum der Stadt übergegangen waren, geschlossen werden.

## Das Museum seit 2006
Im Jahre 2006 wurde das Museum auf dem Gelände der Dortmunder-Hansa-Brauerei, jetzt Dortmunder Actien-Brauerei, im Norden der Stadt mit neuer Konzeption wieder eröffnet. Das Museum ist  im historischen Maschinenhaus von 1912 und in einer angrenzenden Maschinenhalle von 1968 untergebracht. Das Maschinenhaus und das benachbarte Sudhaus wurden nach den Plänen des Architekten Emil Moog errichtet.

## Die Ausstellung

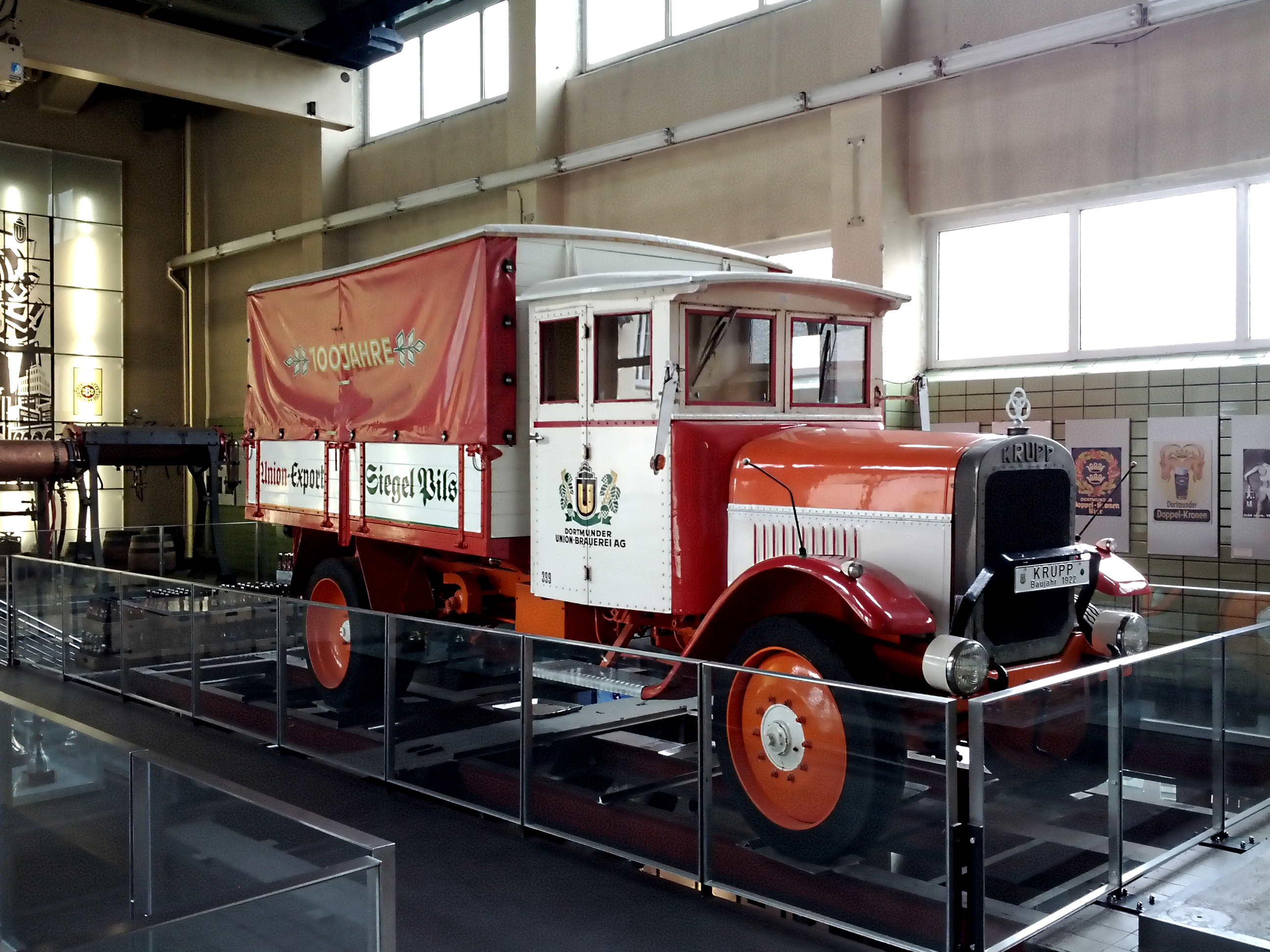
Krupp-LKW

Im Gegensatz zum Konzept des Lehrmuseums am alten Standort wird der Focus nun auf die Geschichte der Dortmunder Brauereien gelegt. Die neue Ausstellung konzentriert sich dabei auf das 19. und 20. Jahrhundert mit einem besonderen Schwerpunkt auf die sogenannten „goldenen Jahre“ der Dortmunder Brauwirtschaft von 1950–1970.
Der Rundgang beginnt im historischen Maschinenhaus, das als ehemalige Energiezentrale der Brauerei eine Dampf- und Kältemaschine sowie einen Stromgenerator präsentiert. Weitere Einheiten der Ausstellung sind unter anderem der Bierkonsum – dargestellt durch eine Gaststätteneinrichtung aus den 1930er Jahren –, die Bierwerbung, die Flaschen- und Fassabfüllung, der Export und der Transport. Letzterer wird präsentiert durch einen Krupp-Lastkraftwagen von 1922. Im Untergeschoss schließen sich dann die Einheiten zur eigentlichen Produktion an, beginnend mit den Rohstoffen bis hin zum Lagerkeller und zur Abfüllung. Den Abschluss bildet eine Einheit zur vorindustriellen und mittelalterlichen Braugeschichte.
Zum 100-jährigen Bestehen des lokalen Fußballvereins Borussia Dortmund zeigte das Museum 2009 die Sonderausstellung „Der BVB und die Dortmunder Brauereien“. Im Rahmen der RUHR.2010 widmete sich eine Sonderausstellung dem neu eröffneten Dortmunder U.

## Sonstiges
Sudhaus und Verwaltungsgebäude der ehemaligen Dortmunder Hansa-Brauerei sind als Baudenkmal in die Denkmalliste der Stadt Dortmund eingetragen.
siehe auch: Dortmunder Export